# كارلو فيردونا
كارلو فيردونا (بالإيطالية: Carlo Verdone)‏ مواليد 17 نوفمبر 1950 في روما، إيطاليا، هو ممثل إيطالي بدأ مسيرته الفنية عام 1975. هو أيضا كاتب سيناريو.

## روابط خارجية
- كارلو فيردونا على موقع IMDb (الإنجليزية)
- كارلو فيردونا على موقع ميتاكريتيك (الإنجليزية)
- كارلو فيردونا على موقع روتن توميتوز (الإنجليزية)
- كارلو فيردونا على موقع قاعدة بيانات الأفلام العربية
- كارلو فيردونا على موقع ألو سيني (الفرنسية)
- كارلو فيردونا على موقع ميوزك برينز (الإنجليزية)
- كارلو فيردونا على موقع أول موفي (الإنجليزية)
- كارلو فيردونا على موقع قاعدة بيانات الأفلام السويدية (السويدية)
- كارلو فيردونا على موقع إن إن دي بي (الإنجليزية)
- كارلو فيردونا على موقع قاعدة بيانات الفيلم (الإنجليزية)